# Kongenitalt diafragmabråck
Kongenitalt diafragmabråck är en medfödd missbildning som leder till att bukorganen tränger upp i bröstkorgen genom en öppning i diafragmamuskeln. I Europa drabbas cirka 1 av 4 000 barn av missbildningen och kräver oftast omedelbar operation efter födseln. Fram till 1990 överlevde få barn med missbildningen, men mellan 1990 och 2000 överlevde 133 av 160 patienter vilket ger en frekvens på 83 procents överlevnad. Många barn med diafragmabråck behandlas med ECMO på grund av bristande lungfunktioner.